# 本野盛亨

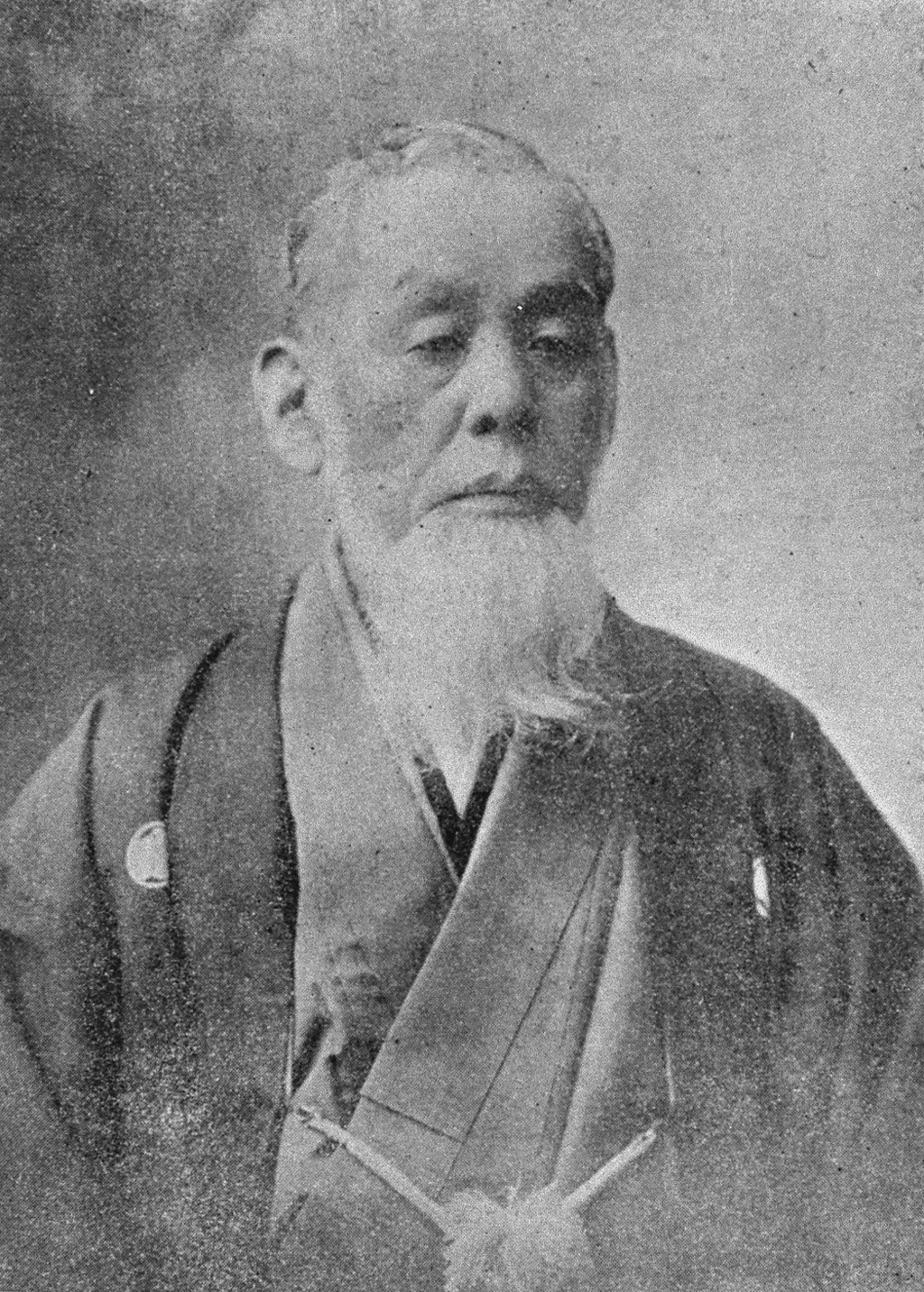
本野盛亨

本野 盛亨（もとの もりみち、1836年9月25日（天保7年8月15日） - 1909年（明治42年）12月10日）は、日本の官僚、実業家、読売新聞創業者の一人。通称周蔵、周造。旧姓は八田。

## 来歴・人物
肥前国佐賀藩の久保田村（後の佐賀市）に八田晋の子として生まれた。後に、本野権太夫の婿養子となる。佐賀有田で谷口藍田に師事し、藍田塾の仲間の縁で大阪へ出て、緒方洪庵の適塾で蘭学を修めた。長崎の致遠館では、フルベッキに英語等を学んでいる。
- 1868年（明治元年） 神奈川県大参事（裁判所）に就任。
- 1870年（明治3年） 日本最初の活版印刷社「日就社」を、横浜で子安峻、柴田昌吉とともに創立。
- 1872年（明治5年） 駐英公使館1等書記官として渡英。帰国後は大蔵省に勤務し横浜税関長。
- 1874年（明治7年） 日就社の3名で読売新聞社を創業。
- 1882年（明治15年） 大阪控訴裁判所検事（明治20年まで）
- 1889年（明治22年） 子安に続く2代目読売新聞社社長に就任。

## 親族
父の八田晋は佐賀藩士。妻總子の父親・本野権太夫も佐賀藩藩士。長女富士子は侍医も務めた岩佐新の妻。長男に外務大臣となる本野一郎、次男に4代目読売新聞社社長となる本野英吉郎、3男に京都帝国大学教授の本野亨、4男に建築家で京都工芸繊維大学教授を務めた本野精吾がいる。第3代読売新聞社社長の高柳豊三郎は甥。